# Yves Saint Laurent
Yves Henri Donat Mathieu-Saint Laurent (Oran, 1 de agosto de 1936 – Paris, 1 de junho de 2008) foi um designer de moda francês, fundador da marca Saint Laurent, e um dos nomes mais significativos da alta-costura do século XX.

## Biografia
Nascido na Argélia, então possessão francesa, St. Laurent era filho do presidente de uma companhia de seguros e seu gosto pela moda lhe foi despertado pela mãe. Aos 17 anos, deixou a casa dos pais para trabalhar com o estilista Christian Dior, de quem herdou o controle criativo da casa Dior após a morte de seu mentor em 1957, com apenas 21 anos de idade, e assumiu o desafio de salvar o negócio da ruína financeira. Sua primeira coleção como estilista da grife foi um grande sucesso. O famoso vestido trapézio foi o grande fenômeno da época, concedendo à Saint Laurent o prêmio Neiman Marcus e o apelido de "Christian 2, o jovem triste".
Pouco depois de conseguir sucesso no objetivo, St. Laurent foi convocado para o exército francês, durante a Guerra de Independência da Argélia. Após 20 dias, o estresse de ser maltratado e ridicularizado pelos colegas soldados levaram-no a ser internado num hospital mental francês, onde ele foi submetido a tratamento psiquiátrico, incluindo terapia por eletrochoques, devido a um esgotamento nervoso.
Voltando à vida civil, em 1962 St. Laurent saiu da Dior e em conjunto com Pierre Bergé fundou sua própria marca, Yves Saint Laurent. O casal se separaria afetivamente em 1976 mas continuariam parceiros de negócios por mais de trinta anos.
Nos anos 60 e 70, a marca se tornaria conhecida em todo o mundo por sua praticidade conjugada com sofisticação, com o ponto alto de sua criatividade no lançamento do smoking feminino, que permitiria dali em diante às mulheres trabalharem de calças compridas. Em 1966, foi o primeiro a popularizar o Prêt-à-porter, a moda de bom gosto e bom corte, a preços mais acessíveis que a alta-costura, em sua boutique Rive Gauche, em Paris. Foi também o primeiro estilista do mundo a usar manequins negras em desfiles de moda.
Um dos símbolos máximos da sofisticação e do bom gosto em moda por quase quatro décadas, amigo de algumas das mais ricas e famosas mulheres do mundo, todas suas clientes como Diane von Furstenberg, Loulou de La Falaise e Catherine Deneuve, St Laurent, com a parceria administrativa de Bergé, transformou a Saint Laurent num ícone da moda, que apresentou mais de setenta coleções de alta-costura e lançou uma infinidade de produtos que levam sua marca e são vendidos em toda parte do mundo.

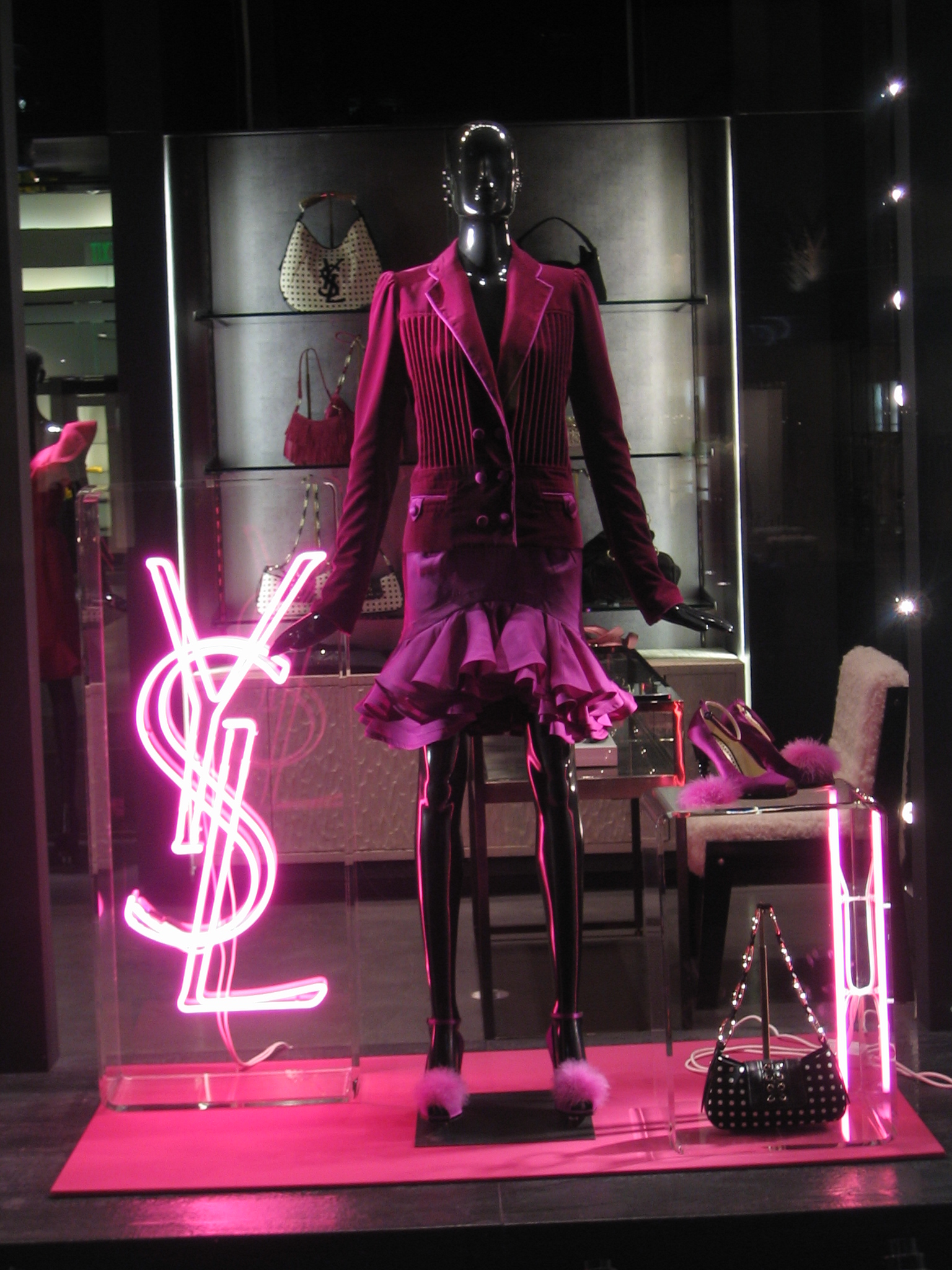
Vitrine da loja YSL em Beverly Hills, com uma das sofisticadas criações do estilista

Em janeiro de 2002, o estilista anunciou que estava deixando o mundo da moda durante a apresentação de um desfile seu, que trazia uma retrospectiva de todas suas criações, ao longo de seus quarenta anos de carreira.
St. Laurent morreu em Paris, diagnosticado com câncer cerebral, às 23h10min de 1 de junho de 2008.

## "Le Smoking"
O smoking feminino, apresentado pela primeira vez em 1966 com uma blusa transparente e uma calça masculina, é a marca revolucionária de Yves Saint Laurent. Depois disso, o traje passou a desfilar em todas as coleções do estilista.
Entre todas as suas criações, "le smoking", como foi chamado, sinalizava uma mudança na forma como as mulheres se vestiriam dali por diante. A liberdade dada por Chanel, agora ganhava poder com o novo traje e tudo o que ele representava - uma nova atitude feminina.
Para a inglesa Suzy Menkes, editora do International Herald Tribune, o smoking feminino de St. Laurent foi transformador: "Hoje as mulheres andam normalmente de terno e calças compridas. Isso parece normal, cotidiano, mas na época a mulher era proibida de entrar num restaurante ou num hotel. O smoking, usado até hoje, foi uma provocação sexual, dirigido à mulher que queria ter um outro papel."

## Fatos e citações
- Em 1983, tornou-se o primeiro designer de moda vivo a ser honrado com uma exposição de seu trabalho no Metropolitan Museum of Art em Nova Iorque.
- No ano de 2001, recebeu das mãos do presidente da França, Jacques Chirac, a Legião de Honra (Ordre National de la Légion d'Honneur), no grau de Comandante.
- O estilista Yves Saint Laurent é o 1° em ranking de celebridades que mais faturaram após morte, lidera o ranking com folga, já que arrecadou US$ 350 milhões (R$ 609,8 milhões) pós morte.
- Com Pierre Bergé, ele criou uma famosa fundação em Paris, que mostra toda a história da casa YSL, com mais de 15 mil objetos e 5 mil peças de vestuário.

“Nada é mais belo do que um corpo nu. A roupa mais bela que pode vestir uma mulher são os braços do homem que ela ama. Mas, para aquelas que não tiveram a sorte de encontrar esta felicidade, eu estou lá.”— Yves St. Laurent

## Leilão recorde
Em fevereiro de 2009, sua coleção de arte (em conjunto com o ex-companheiro Pierre Bergé) foi leiloada por 370 milhões de euros, recorde para leilões dessa natureza. No acervo, antiguidades chinesas, pinturas de Matisse e esculturas de Brancusi.

## Legado
Em fevereiro de 2009, um leilão de 733 itens foi realizado pela Christie's no Grand Palais, variando de pinturas de Picasso a esculturas egípcias antigas. Saint Laurent e Bergé começaram a colecionar arte na década de 1950. Antes da venda, Bergé comentou que a decisão de vender a coleção foi tomada porque, sem a Saint Laurent, "perdeu a maior parte de sua importância", com os recursos propostos para a criação de uma nova fundação para a pesquisa da Aids.
Antes do início da venda, o governo chinês tentou impedir a venda de duas das doze cabeças de estátua de bronze retiradas do Antigo Palácio de Verão, na China, durante a Segunda Guerra do Ópio. Um juiz francês julgou improcedente o pedido e as esculturas, cabeças de um coelho e de um rato, foram vendidas por 15 745 000 euros. No entanto, o comprador anônimo revelou ser Cai Mingchao, um representante do Fundo de Tesouros Nacionais da RPC, e alegou que não pagaria por eles por "motivos morais e patrióticos". As cabeças permaneceram na posse de Bergé até serem adquiridas por François Pinault, proprietário de muitas marcas de luxo, incluindo Yves Saint Laurent. Ele então os doou para a China em uma cerimônia em 29 de junho de 2013.
No primeiro dia da venda, o quadro Les coucous, tapis bleu et rose, de Henri Matisse, quebrou o anterior recorde mundial estabelecido em 2007 para uma obra de Matisse e foi vendido por 32 milhões de euros. A venda recorde rendeu 342,5 milhões de euros (R£ 307 milhões). O leilão subsequente, de 17 a 20 de novembro, incluiu 1 185 itens da villa do casal na Normandia. Embora não seja tão impressionante quanto o primeiro leilão, ele apresentou o último carro Mercedes-Benz do designer e sua bagagem Hermès.
A Forbes classificou Saint Laurent como a celebridade morta que mais ganhou em 2009.

## Museu

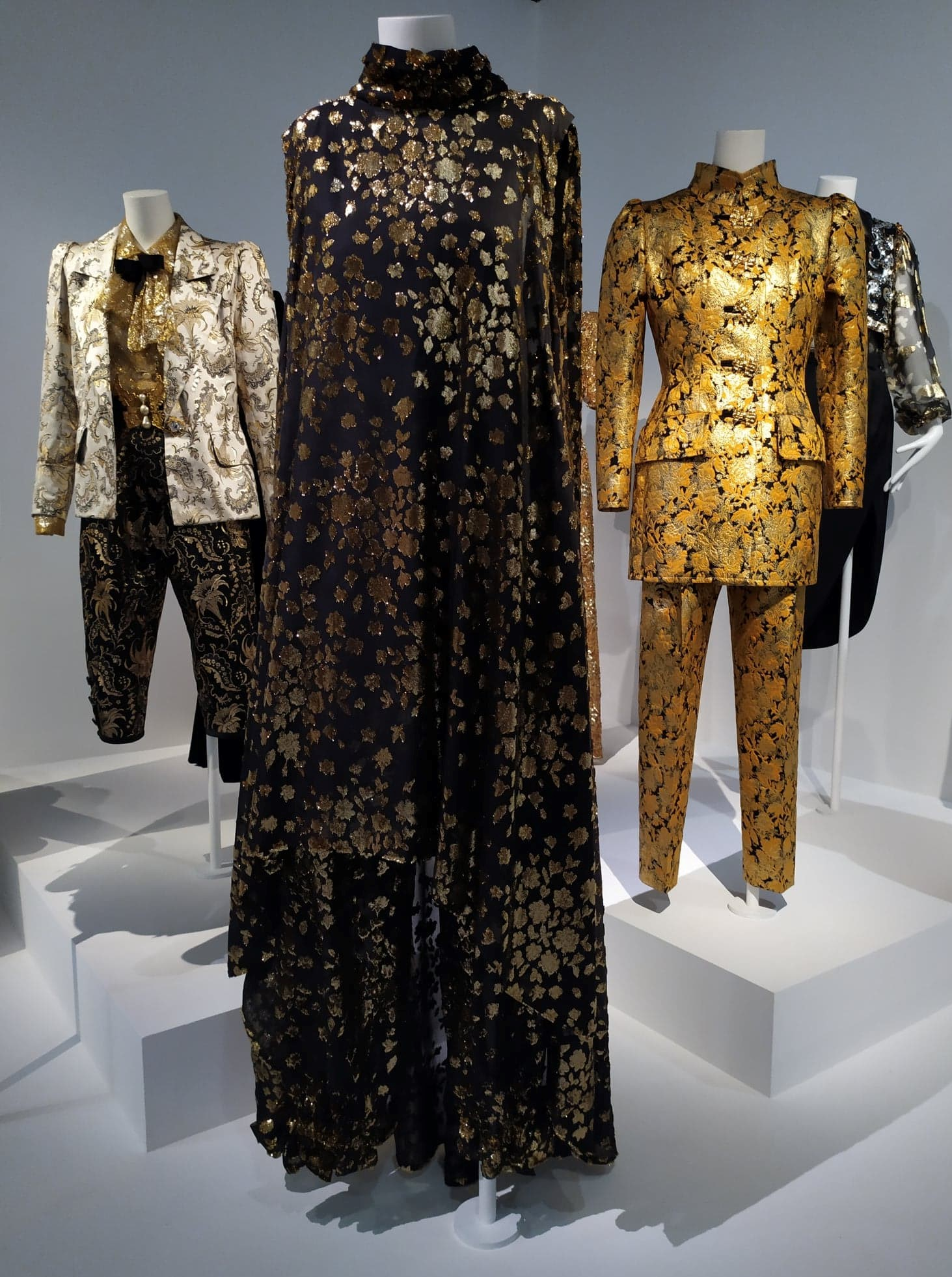
Peças expostas no Museu Yves Saint Laurent, em Paris

Sua casa em sua cidade natal, Oran, onde viveu até os 18 anos, foi comprada por um empresário de Oran chamado Mohamed Affane. Ele restaurou e transformou em museu, aberto desde julho de 2022. O mobiliário de época foi recuperado e substituído exatamente como estava. Cerca de 400 esboços de Yves Saint-Laurent estão expostos, juntamente com fotos de infância do renomado designer.

## Na cultura popular

### Cinema
- 2002: David Teboul's Yves Saint Laurent: His Life and Times[20]
- 2002: Yves Saint Laurent: 5 Avenue Marceau 75116 Paris[21]
- 2009: Pierre Thoretton's L'Amour Fou[22]
- 2014: Yves Saint Laurent[23] por Pierre Niney
- 2014: Saint Laurent[24] por Gaspard Ulliel

### Televisão
- 1965: Apareceu em 24 de outubro como um "convidado misterioso" no game show de televisão americano What's My Line?[25]

### Livros
- 2014: Yves Saint Laurent: A Moroccan Passion, Pierre Bergé, ilustrado por Lawrence Mynott, Abrams, ISBN 978-1419713491[26]
- 2017: Dior by YSL, Laurence Benaïm, fotografia por Laziz Hamani, Assouline, ISBN 9781614285991[27]
- 2020: Yves Saint Laurent: The Impossible Collection, Laurence Benaïm, Assouline, ISBN 9781614289425[28]